# Schaatsen op de Olympische Winterspelen 2014 - 3000 meter vrouwen
De 3000 meter vrouwen op de Olympische Winterspelen 2014 vond plaats op zondag 9 februari 2014 in de Adler Arena in Sotsji, Rusland.
Aan deze wedstrijd namen drie olympische winnaars deel: Sáblíková in 2010, Wüst in 2006, en Claudia Pechstein in 2002. Pechstein, ook olympisch recordhoudster, eindigde als vierde. Pechstein startte in het elfde paar bouwde haar race beter op dan Graf, maar verloor op het laatst toch te veel tijd. In de twee laatste paren hierna namen Sáblíková en Wüst middels een baanrecord de leiding en duwden hiermee Pechstein van het podium. Olga Graf finishte als derde. Stephanie Beckert, winnares van Olympisch zilver in 2010, finishte als 17e.

## Tijdschema
| Datum      | Lokale tijd | MET   |
| ---------- | ----------- | ----- |
| 9 februari | 15:30       | 12:30 |

## Records
Records voor aanvang van de Spelen van 2014.
| Titelverdedigster | Martina Sáblíková | CZE | 4.02,53 | Richmond Olympic Oval |
| Wereldrecord      | Cindy Klassen     | CAN | 3.53,34 | Calgary               |
| Olympisch record  | Claudia Pechstein | GER | 3.57,70 | Utah Olympic Oval     |
| Baanrecord        | Ireen Wüst        | NED | 4.02,43 | WK afstanden 2013     |

## Statistieken

### Uitslag
| #      | Naam                     | Land | Tijd    | Verschil |
| ------ | ------------------------ | ---- | ------- | -------- |
| Goud   | Ireen Wüst               | NED  | 4.00,34 | BR       |
| Zilver | Martina Sáblíková        | CZE  | 4.01,95 | + 1,61   |
| Brons  | Olga Graf                | RUS  | 4.03,47 | + 3,13   |
| 4      | Claudia Pechstein        | GER  | 4.05,26 | + 4,92   |
| 5      | Annouk van der Weijden   | NED  | 4.05,75 | + 5,41   |
| 6      | Ida Njåtun               | NOR  | 4.06,73 | + 6,39   |
| 7      | Antoinette de Jong       | NED  | 4.06,77 | + 6,43   |
| 8      | Joelia Skokova           | RUS  | 4.09,36 | + 9,02   |
| 9      | Shiho Ishizawa           | JPN  | 4.09,39 | + 9,05   |
| 10     | Jilleanne Rookard        | USA  | 4.10,02 | + 9,68   |
| 11     | Bente Kraus              | GER  | 4.10,17 | + 9,83   |
| 12     | Jelena Peeters           | BEL  | 4.10,87 | + 10,53  |
| 13     | Kim Bo-reum              | KOR  | 4.12,08 | + 11,74  |
| 14     | Mari Hemmer              | NOR  | 4.12,21 | + 11,87  |
| 15     | Shoko Fujimura           | JPN  | 4.12,71 | + 12,37  |
| 16     | Natalia Czerwonka        | POL  | 4.13,26 | + 12,92  |
| 17     | Stephanie Beckert        | GER  | 4.13,55 | + 13,21  |
| 18     | Luiza Złotkowska         | POL  | 4.14,19 | + 13,85  |
| 19     | Brittany Schussler       | CAN  | 4.14,65 | + 14,31  |
| 20     | Jekaterina Sjichova      | RUS  | 4.14,97 | + 14,63  |
| 21     | Masako Hozumi            | JPN  | 4.15,52 | + 15,18  |
| 22     | Anna Rokita              | AUT  | 4.16,43 | + 16,09  |
| 23     | Francesca Lollobrigida   | ITA  | 4.16,52 | + 16,18  |
| 24     | Ivanie Blondin           | CAN  | 4.18,70 | + 18,36  |
| 25     | Noh Seon-yeong           | KOR  | 4.19,02 | + 18,68  |
| 26     | Anna Ringsred            | USA  | 4.21,51 | + 21,17  |
| 27     | Yang Shin-young          | KOR  | 4.23,67 | + 23,33  |
|        | Katarzyna Bachleda-Curuś | POL  | DSQ     |          |

### Startlijst
| Rit | Binnenbaan             | Buitenbaan               |
| --- | ---------------------- | ------------------------ |
| 1   | Shoko Fujimura         | Jekaterina Sjichova      |
| 2   | Anna Rokita            | Anna Ringsred            |
| 3   | Ivanie Blondin         | Kim Bo-reum              |
| 4   | Francesca Lollobrigida | Stephanie Beckert        |
| 5   | Mari Hemmer            | Noh Seon-yeong           |
| 6   | Joelia Skokova         | Yang Shin-young          |
| 7   | Luiza Złotkowska       | Brittany Schussler       |
| 8   | Annouk van der Weijden | Bente Kraus              |
| 9   | Jelena Peeters         | Natalia Czerwonka        |
| 10  | Olga Graf              | Jilleanne Rookard        |
| 11  | Claudia Pechstein      | Ida Njåtun               |
| 12  | Martina Sáblíková      | Katarzyna Bachleda-Curuś |
| 13  | Ireen Wüst             | Shiho Ishizawa           |
| 14  | Masako Hozumi          | Antoinette de Jong       |

1960 · 
1964 · 
1968 · 
1972 · 
1976 · 
1980 · 
1984 · 
1988 · 
1992 · 
1994 · 
1998 · 
2002 · 
2006 · 
2010 · 
2014 · 
2018 ·
2022